# Liste der Bodendenkmale im Landkreis Wolfenbüttel

Landkreis Wolfenbüttel

In der Liste der Bodendenkmale im Landkreis Wolfenbüttel sind die Bodendenkmale im Landkreis Wolfenbüttel aufgeführt. Die Quelle ist der Denkmalatlas Niedersachsen. Die Angaben in den einzelnen Listen ersetzen nicht die rechtsverbindliche Auskunft der zuständigen Denkmalschutzbehörde.
| Bild | Gemeinde                          | Bodendenkmalliste                                                | Wappen            | Lage | Ortsteile |
| ---- | --------------------------------- | ---------------------------------------------------------------- | ----------------- | ---- | --- |
|      | Baddeckenstedt                    | Keine Bodendenkmale ausgewiesen                                  |                   |      | |
|      | Börßum                            | Liste der Bodendenkmale in Börßum                                |                   |      | |
|      | Burgdorf (Landkreis Wolfenbüttel) | Siehe Ortsteile                                                  |                   |      | - Berel - Burgdorf - Hohenassel - Nordassel - Westerlinde                                                                   |
|      | Cramme                            | Keine Bodendenkmale ausgewiesen                                  |                   |      | |
|      | Cremlingen                        | Siehe Ortsteile                                                  |                   |      | - Abbenrode - Destedt - Gardessen - Hemkenrode - Hordorf, Klein Schöppenstedt - Schandelah, Schulenrode, Weddel             |
|      | Dahlum                            | Keine Bodendenkmale ausgewiesen                                  |                   |      | |
|      | Denkte                            | Liste der Bodendenkmale in Denkte                                | Führt kein Wappen |      | |
|      | Dettum                            | Liste der Bodendenkmale in Dettum                                |                   |      | |
|      | Dorstadt                          | Keine Bodendenkmale ausgewiesen                                  |                   |      | |
|      | Elbe (Niedersachsen)              | Keine Bodendenkmale ausgewiesen                                  |                   |      | |
|      | Erkerode                          | Siehe Ortsteile                                                  |                   |      | - Erkerode - Lucklum |
|      | Evessen                           | Liste der Bodendenkmale in Evessen                               |                   |      | |
|      | Flöthe                            | Liste der Bodendenkmale in Flöthe                                |                   |      | |
|      | Haverlah                          | Keine Bodendenkmale ausgewiesen                                  |                   |      | |
|      | Hedeper                           | Keine Bodendenkmale ausgewiesen                                  |                   |      | |
|      | Heere                             | Keine Bodendenkmale ausgewiesen                                  |                   |      | |
|      | Heiningen (Niedersachsen)         | Keine Bodendenkmale ausgewiesen                                  |                   |      | |
|      | Kissenbrück                       | Liste der Bodendenkmale in Kissenbrück                           |                   |      | |
|      | Kneitlingen                       | Siehe Ortsteile                                                  | Führt kein Wappen |      | - Ampleben - Bansleben - Eilum - Kneitlingen                                                                                |
|      | Ohrum                             | Liste der Bodendenkmale in Ohrum                                 |                   |      | |
|      | Remlingen-Semmenstedt             | Liste der Bodendenkmale in Remlingen-Semmenstedt                 | Führt kein Wappen |      | |
|      | Roklum                            | Liste der Bodendenkmale in Roklum                                |                   |      | |
|      | Schladen-Werla                    | Siehe Ortsteile                                                  |                   |      | - Beuchte - Gielde - Hornburg - Isingerode - Schladen - Wehre - Werlaburgdorf                                               |
|      | Schöppenstedt                     | Liste der Bodendenkmale in Schöppenstedt                         |                   |      | |
|      | Sehlde                            | Liste der Bodendenkmale in Sehlde                                |                   |      | |
|      | Sickte                            | Keine Bodendenkmale ausgewiesen                                  |                   |      | |
|      | Uehrde                            | Keine Bodendenkmale ausgewiesen                                  | Führt kein Wappen |      | |
|      | Vahlberg                          | Siehe Ortsteile                                                  | Führt kein Wappen |      | - Berklingen - Groß Vahlberg - Klein Vahlberg                                                                               |
|      | Veltheim (Ohe)                    | Liste der Bodendenkmale in Veltheim (Ohe)                        |                   |      | |
|      | Winnigstedt                       | Keine Bodendenkmale ausgewiesen                                  |                   |      | |
|      | Wittmar                           | Liste der Bodendenkmale in Wittmar                               |                   |      | |
|      | Wolfenbüttel                      | Siehe Ortsteile                                                  |                   |      | - Adersheim - Ahlum, Atzum - Fümmelse - Groß Stöckheim - Halchter - Leinde - Linden - Salzdahlum - Wendessen - Wolfenbüttel |
|      |                                   |                                                                  |                   |      | |
|      | Am Großen Rhode (GfG)             | Liste der Bodendenkmale im gemeindefreien Gebiet Am Großen Rhode |                   |      | |
|      | Barnstorf-Warle (GfG)             | Keine Bodendenkmale ausgewiesen                                  |                   |      | |
|      | Voigtsdahlum (GfG)                | Keine Bodendenkmale ausgewiesen                                  |                   |      | |

Ortsteile in schwarzer Schrift weisen keine Bodendenkmale aus.